# Panamá en los Juegos Olímpicos de París 2024
Panamá estuvo representado en los Juegos Olímpicos de París 2024 por ocho deportistas, cinco mujeres y tres hombres, que compitieron en seis deportes.
Los portadores de la bandera en la ceremonia de apertura fueron el ciclista Franklin Archibold y la gimnasta Hillary Heron.

## Medallistas
El equipo olímpico panameño obtuvo las siguientes medallas:
| Nombre        | Deporte | Competición |
| ------------- | ------- | ----------- |
| Oro           |         |             |
| —             |         |             |
| Plata         |         |             |
| Atheyna Bylon | Boxeo   | 75 kg F     |
| Bronce        |         |             |
| —             |         |             |